# Ursula Kreutz
Ursula Kreutz (* 24. September 1969 in Bergisch Gladbach) ist eine deutsche Künstlerin. Bekannt ist sie vor allem durch fotografische Bildkästen und Installationen zu Themen der persönlichen und kollektiven Erinnerung.

## Leben
Ursula Kreutz stammt aus einer berühmten Künstlerfamilie. Die Mutter Ingrid Gisela Kreutz (geborene Räderscheidt) war Werkkunstlehrerin. Der Urgroßvater Anton Räderscheidt, ein berühmter deutscher Maler der Neuen Sachlichkeit, war unter anderem mit Max Ernst und August Sander befreundet. Die Urgroßmutter Marta Hegemann zählte in den 1920er Jahren zur Kölner Avantgarde.
Von 1995 bis 1996 studierte Ursula Kreutz an der Akademie der Bildenden Künste München bei Professor Ben Willikens. In den Jahren 1996 bis 1997 folgten Aufenthalte und Reisen nach Israel, Italien und in die Schweiz. Anschließend setzte sie das Studium an der Akademie der Bildenden Künste Nürnberg bei den Professoren Hanns Herpich, Ottmar Hörl und Georg Winter fort. Sie schloss 2003 bei Professor Georg Winter, Klasse „Kunst und öffentlicher Raum“, mit Auszeichnung und als Meisterschülerin ab.
Ursula Kreutz lebt und arbeitet seit 2003 als freischaffende Künstlerin in Fürth bei Nürnberg.
Von 2007 bis Anfang 2015 war sie Mitglied der Nürnberger Künstlergruppe Der Kreis, seit 2014 ist sie Mitglied im Deutschen Künstlerbund.

## Werk
Ausgangspunkt zum künstlerischen Werk von Ursula Kreutz ist einerseits die intensive, interdisziplinäre wie experimentelle Erforschung der Möglichkeiten des Mediums der Fotografie und andererseits das übergreifende Thema der Erinnerung als Hinterfragen von Wahrnehmung, Welt und Wirklichkeit.
Bereits während des Studiums in Nürnberg hat sie mit der Arbeit „Erinnerungskästen“ von 1998 erstmals ein originales Verfahren entwickelt, das bis heute ihre Kunst charakterisiert: Auf der Basis von am Computer konzipierten, fotobedruckten transparenten Stoffen, die einen leichten Moiré-Effekt sowie kalkulierte Unschärfe hervorrufen, gestaltet sie Bildkästen bis hin zu Installationen und ganzen Räumen im Raum. Mittels Transparenz des Materials und Verdoppelung der Motive entstehen Überblendungen, die zu einer vielschichtigen Projektionsfläche transformiert werden. Durch wechselnden Betrachterstandpunkt werden mehrere Bilder gleichzeitig erzeugt, so dass Erscheinen und Verschwinden des Bildmotivs zur Auseinandersetzung mit existentiellen Fragen anregen.

## Auszeichnungen
- 2016: Kulturförderpreis der Stadt Fürth
- 2011: A.I.R. Projektstipendium KUNST UND NATUR 2011, Bonn[5]
- 2010: Förder-Preis der Stadt Nürnberg
- 2009: Kunstpreis der Nürnberger Nachrichten, 3. Preis
- 2008: Wolfram-von-Eschenbach-Preis (Förderpreis), Bezirk Mittelfranken
- 2006: Katalogpreis des Bayerischen Staatsministeriums für Wissenschaft, Forschung und Kunst
- 2004–2007: Atelierförderprogramm des Bayerischen Staates 2004–2007
- 2003: Akademiepreis (Gemeinschaftsprojekt der Klasse Kunst und öffentlicher Raum)
- 2000: Akademiestipendium Accademia di Belle Arti Palermo

## Werke (Auswahl)
- 2011 post exil, inszenierte Dokumentation, Installationen
- 2010 exil, multimediale Performance mit Installation
- 2010 fiat lux, Installation
- 2009 oktaportrait, Werkreihe mit 24 Porträts nach einem von der Künstlerin entwickelten fotografischen Verfahren
- 2008 selbstabwicklung, begehbare Raum-Installation mit Bildkästen
- 2008 niemandsland, Installation mit kissenartigen Bildobjekten
- 2007 re:blick, mehrteilige temporäre Installation für St. Egidien, Nürnberg
- 2006 ellipsenskizzen, Wandinstallation mit variablen Maßen aus 21 ellipsenförmigen Bildkästen
- 2001 dreifarbenvergangenheit, Installation mit variablen Maßen aus 70 Bildkästen
- 1998 erinnerungskästen, Wandinstallation aus 16 Bildkästen

## Einzelausstellungen (Auswahl)
- 2011 post_exil, inszenierte Dokumentation, Kunst- und Kulturhaus zumikon, Nürnberg
- 2009  oktaportrait – work in progress, Galerie Kunstraum Sutter-Kress, Erlangen[6]
- 2009  selbstabwicklung I, Sigismundkapelle im Thone-Dittmer-Palais Regensburg
- 2008  uebererinnernd, Museum Wolfram von Eschenbach, Wolframs-Eschenbach
- 2007  re:blick, Raum-Installation in St. Egidien, Nürnberg
- 2007  short-stories, kunst galerie fürth, Fürth (Bayern)
- 2006  trans, Debütantenausstellung, Kunsthaus Nürnberg
- 2006  kairominiaturen, Eva Schickler – Büro für Utopien im Atelier- u. Galeriehaus Marianne und Hansfried Defet, Nürnberg
- 2005  ueberneu, Galerie Kunstraum Sutter-Kress, Erlangen
- 2005  il vento mi..., Blaue Nacht, Multimediainstallation, Nürnberg, mit Alfonso Costanza und Alexander von Prümmer
- 2003  demorfo, Accademia di Belle Arti, Palermo, Sizilien

## Gruppenausstellungen (Auswahl)
- 2010  37 Grad, Künstlersymposium der Künstlergruppe der Kreis e. V. mit internationalen Gästen, Nürnberg
- 2009  ICH BIN KUNST – Arbeiten zum Thema Porträt, kuratiert von Eva Schickler, Kunstverein Kohlenhof e. V., Nürnberg
- 2008  Gedanken zur Revolution, Ausstellungsprozess, Universal Cube, Spinnerei-Gelände, Leipzig
- 2008  Große Kunstausstellung Halle, Kunsthalle Villa Kobe, Halle (Saale)
- 2007  24, Galerie Kunstraum Sutter-Kress, Erlangen
- 2007  Grüße aus Utopia, Eva Schickler – Büro für Utopien, Galeriehaus Marianne und Hansfried Defet, Nürnberg
- 2006  neuspan, Kreisgalerie am Germanischen Nationalmuseum, Nürnberg
- 2004  Wort und Bild, Rencontres de Molsheim, Frankreich
- 2002  Lebendig und zeitlos, Dannerpreis-Ausstellung, Prag, Tschechische Republik
- 2001  Multiple Choice, Kunstverein Nürnberg – Albrecht Dürer Gesellschaft, Nürnberg (Klasse Ottmar Hörl)

## Zitate von und über Ursula Kreutz
- Fotografie hat für mich die Eigenschaft, den Augenblick zu fixieren. Mich interessiert, diese zweidimensionale Ebene zu verdoppeln, zu multiplizieren und damit einen mehrdimensionalen, sich selbst beschreibenden Raum zu bilden. Ursula Kreutz

- Die Intimität der Bildwerke von Ursula Kreutz verdankt sich einer scharfen bildnerischen Intelligenz und der unironischen Gebrochenheit des Ortes. Wo befindet sich Erinnerung? Welchen Raum nimmt das Gedächtnis ein? – Wer kann es sagen? Für die Künstlerin ist es weniger wichtig, diese Frage zu beantworten, als uns vielleicht selbst. Es geht vielmehr um die Übersetzung der Frage in ein bildnerisches Medium.

Thomas Eller; Künstler, ehem. Chefredakteur artnet, 2006
- Das ständige Erscheinen und Verschwinden der Bilder ist auf eine durchaus dialektische Weise witzig, als wolle Ursula Kreutz Hegels Ästhetik durch den optischen Vollzug parodieren. Die nämlich definiert Kunst als Erscheinung, die immer etwas zum Verschwinden bringen muss.

Kurt Jauslin, Erlanger Nachrichten 2006

## Publikationen (Auswahl)
- Ecke Bonk, Thomas Eller: Ursula Kreutz: Meta. Verlag für moderne Kunst, Nürnberg 2013, ISBN 978-3-86984-402-2.
- Kunstpreis der Nürnberger Nachrichten 2010. Ausstellungskatalog. Nürnberg 2010.
- Kunstpreis der Nürnberger Nachrichten 2009. Ausstellungskatalog. Nürnberg 2009.
- Gaby Franger (Hrsg.): Schicksalsfäden. Geschichten in Stoff von Gewalt, Hoffen und Überleben. Katalog zur Ausstellung. Museum Frauenkultur Regional-International, Frauen in der Einen Welt e. V., Zentrum für internationale Frauenforschung und interkulturellen Austausch e. V., Nürnberg 2009, ISBN 3-935225-04-0.
- Kunst Halle e. V. (Hrsg.): Große Kunstausstellung Halle. Ausstellungskatalog. Halle 2008.
- Short Stories. Städtische Kunst Galerie Fürth, Fürth 2007.
- Ursula Kreutz. Super Nova, Galerie Kunstraum Sutter-Kress, Erlangen 2006.
- Thomas Eller, Ecke Bonk und Dr. Dunja Schneider: Ursula Kreutz. Trans. Arbeiten 2004–2006, gefördert vom Bayerischen Staatsministerium für Wissenschaft, Forschung und Kunst, anlässlich der Debütanten-Ausstellung im Kunsthaus Nürnberg, Nürnberg 2006, ISBN 3-936300-28-3.
- Clementine Schack von Wittenau, Helena Koenigsmarková: lebendig & zeitlos. Kunsthandwerk im 21. Jahrhundert. Danner-Preis '02. Kunstsammlungen Veste Coburg, Arnoldsche Verlagsanstalt, Coburg 2002, ISBN 978-3-89790-177-3.